# Berlin, storstadssymfoni
Berlin, storstadssymfoni (tyska: Berlin – Die Sinfonie der Grosstadt) är en tysk film från 1927 i regi av Walter Ruttmann. Filmen skildrar en dag i Berlin, dess myller och många samtidiga skeenden, med fokus på intryck och ögonblicksbilder snarare än historier. Ruttmann, med bakgrund inom målarkonst och musik, hade påverkats av sovjetiske Dziga Vertovs banbrytande tekniker, och placerade kameror i vardagsföremål som väskor och bilar för att nå ett dokumentärt uttryck. Filmen tog över ett år att spela in. Originalmusiken skrevs av Edmund Meisel som också var dirigent vid världspremiären.